# Jean-François Van Der Motte
Jean-François Van Der Motte (ur. 8 grudnia 1913 w Brukseli, zm. 8 października 2007 w Mont-de-l’Enclus) – belgijski kolarz szosowy, brązowy medalista olimpijski.

## Kariera
Największy sukces w karierze osiągnął w 1936 roku, kiedy wspólnie z Auguste’em Garrebeekiem i Armandem Putzeysem zdobył brązowy medal w drużynowym wyścigu ze startu wspólnego podczas igrzysk olimpijskich w Berlinie. Na tych samych igrzyskach rywalizację indywidualną zakończył na szesnastej pozycji. Ponadto czterokrotnie zdobywał medale szosowych mistrzostw Belgii, w tym złoty w indywidualnym wyścigu ze startu wspólnego w 1935 roku. Nigdy nie zdobył medalu na szosowych mistrzostwach świata.